# Dassault Falcon 50
Dassault Falcon 50 — тримоторний реактивний літак бізнес-класу французького виробництва. Літак має аналогічну площу перерізу фюзеляжу, що і його попередник Dassault Falcon 20, проте має абсолютно новий дизайн, зокрема має третій двигун центрального розміщення  — S-двигун, більш удосконалену конструкцію крила згідно з правилом полів.
Перший прототип вилетів 7 листопада 1976 року, французький сертифікат льотної придатності було отримано 27 лютого 1979 року, сертифікат FAA було отримано 7 березня 1979 року. Dassault Aviation розробила варіант літака берегової охорони та екологічного захисту, який отримав назву Gardian 50.
Надалі літак Falcon 50 був замінений літаком Falcon 50EX перший з яких злетів у 1996 році. і останній з яких було виготовлено у 2008 році. Falcon 50EX мав ряд удосконалень двигуна і інших компонентів літака направлений на збільшення дальності польоту. Dassault Falcon 50 залишається популярним літаком бізнес-класу для дальніх перельотів.
Подальшим продовженням літака Falcon 50 стали літаки Dassault Falcon 900 та Dassault Falcon 7X, що мають більші розміри фюзеляжу і ту ж саму конструкцію з трьома двигунами.

## Оператори

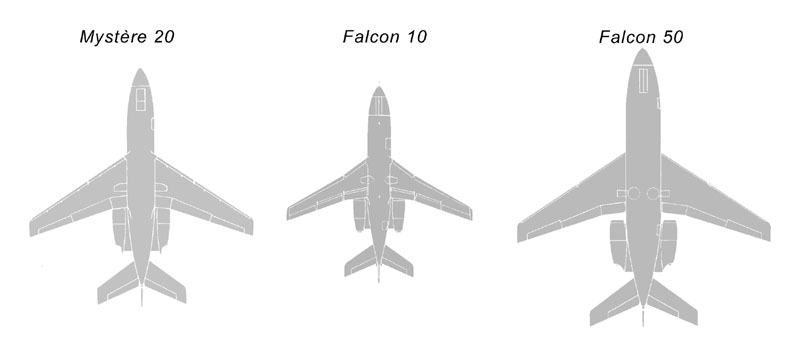
Порівняльні розміри Dassault Falcon 20, Dassault Falcon 10, Dassault Falcon 50

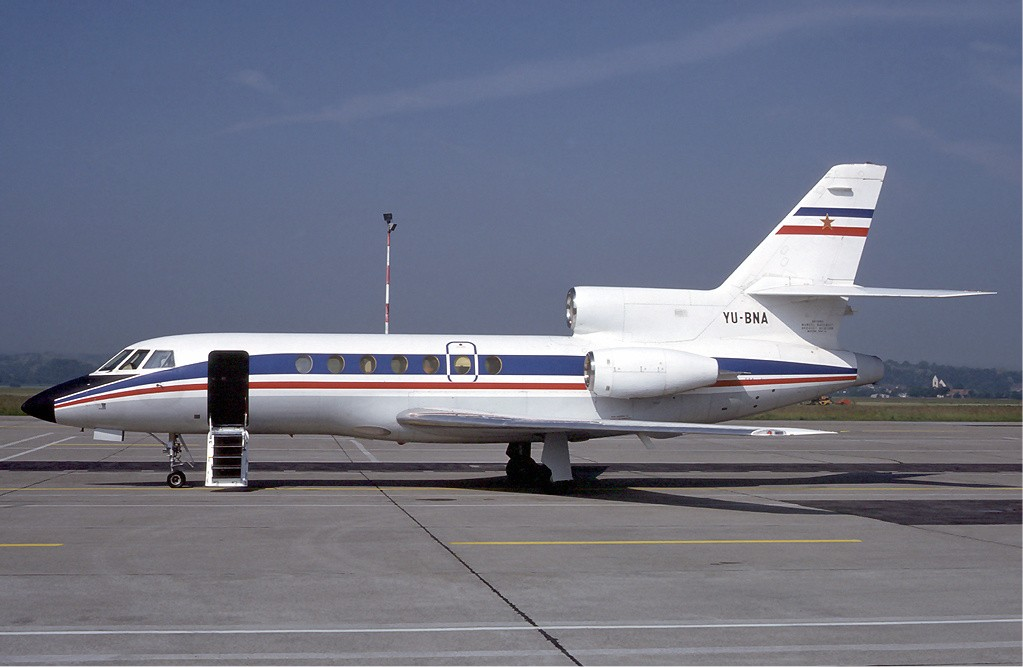
Югославський Falcon 50 у Базелі, 1984 рік.

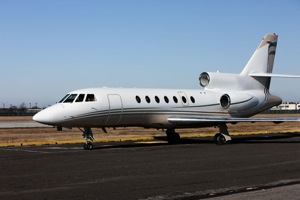
Dassault Falcon 50EX

- Бенін
- Бурунді
- Джибуті
- Єгипет
- Франція - ВМС Франції
- Іран
- Ірак
- Італія
- Йорданія
- Лівія
- Марокко
- Португалія
- Руанда
- Сербія
- ПАР
- Іспанія
- Судан
- Швейцарія - ВПС Швейцарії
- Венесуела
- Югославія

## Технічні характеристики

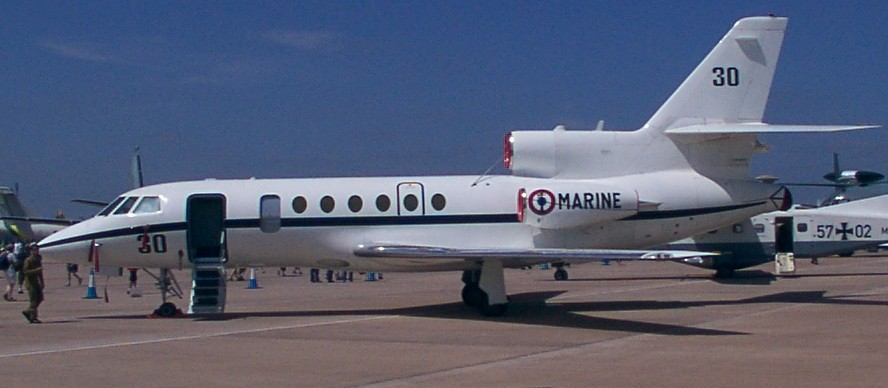
Dassault Falcon 50 ВМС Франції

Джерело: Jane's All the World's Aircraft 1988-89 
Основні характеристики
- Екіпаж: 2 людини
- Пасажиромісткість: 8-9 пасажирів
- Довжина: 18,52 м (60 футів 9 ¼ дюймів)
- Висота: 6,97 м (22 футів 10 ½ дюймів)
- Розмах крила: 18,86 м (61 футів 10 ½ дюймів)

- Площа крила: 46,83 м² (504,1 м²)
- Максимальна злітна маса: 18 500 кг (40 780 фунтів)
- Силова установка: 3 × газотурбінних двигуна Garrett TFE731-3-1С
- Тяга: 3 × 16,5 кН

Льотні характеристики
- Максимальна швидкість: 0,86 Маха (915 км/год, 494 вузлів, 568 миль/год)
- Крейсерська швидкість: 0,82 Маха (888 км/год, 479 вузлів, 551 миль/год)
- Практична дальність: 6 480 км (3 500 морських миль, 4 025 миль)

## Катастрофи та аварії
| Дата           | Бортовий номер | Місце катастрофи | Жертви | Короткий опис |
| -------------- | -------------- | ---------------- | ------ | --- |
| 6 квітня 1994  | Руанда         | Кігалі, Руанда   | 12     | Президент Руанди Жувеналь Габ'ярімана, президент Бурунді Сіпрієн Нтар'яміра, начальник штабу Руандійських військових сил, 2 міністри Бурунді та ще 7 осіб були убиті, коли літак президента Руанди був збитий над аеропортом Кігалі. Вбивство президента Руанди стало початком Геноциду в Руанді. |
| 20 жовтня 2014 | Франція        | Москва, Росія    | 4      | Літак під час взльоту зіткнувся зі снігоприбиральною машиною. |